# 쇼트 투카노
쇼트 투카노는 영국 공군에서 브라질의 엠브라에르 EMB 312 투카노를 면허생산한 2인승 터보프롭 초등훈련기이다.

## 파생형
- Tucano T1: 2인승
- Tucano Mk.51: 케냐 수출형
- Tucano Mk.52: 쿠웨이트 수출형

## 사용국가
- 케냐
- 쿠웨이트
- 영국

## 제원 (투카노)
정보의 출처: Jane's All the World's Aircraft, 1988-1989
일반 특성
- 승무원: 1-2
- 길이: 32 ft 4 in (9.86 m)
- 날개폭: 37 ft 0 in (11.28 m)
- 높이: 11 ft 1¾ in (3.40 m)
- 날개면적: 208 ft² (19.3 m²)
- 공허중량: 4,447 lb (2,017 kg)
- 최대이륙중량: 7,220 lb (3,275 kg)
- 엔진: 1× Garrett TPE331-12B turboprop, 1,100 shp (820 kW)

성능
- 초과금지속도: 300 kts (322 mph, 518 km/h)
- 최대속도: 274 kn (315 mph, 507 km/h) (at 10,000-15,000 ft)
- 순항속도: 180/240(low level) knots (253 mph, 407 km/h) (economy cruise)
- 실속속도: 69 kn (80 mph, 128 km/h) (flaps and gear down)
- 항속거리: 900 nmi (1,035 miles, 1,665 km)
- 상승한도: 34,000 ft (10,365 m)
- 상승률: 3,510 ft/min (17.8 m/s)
- 날개하중: 28.6 lb/ft² (140 kg/m²)
- 출력대중량비: 0.152 hp/lb (0.250 kW/kg)

무장
- Provision for 1,000 lb (454 kg) of stores on four underwing hardpoints, but not on UK Tucanos

## 같이 보기
- 엠브라에르 EMB 312 투카노
- 엠브라에르 EMB 314 슈퍼 투카노
- 필라투스 PC-7
- 필라투스 PC-9

### 경쟁기종
- KT-1 웅비
- 필라투스 PC-7
- 필라투스 PC-9
- PZL-130 Orlik
- T-6 텍산 II - 필라투스 PC-9을 개조한 것임.
- 엠브라에르 EMB 312 투카노
- 엠브라에르 EMB 314 슈퍼 투카노